# Сивково (Верещагинский район)
Сивково — деревня в Верещагинском районе Пермского края. Входит в состав Зюкайского сельского поселения.

## Географическое положение
Деревня расположена на правом берегу реки Лысьва, примерно в 2 км к северо-востоку от административного центра поселения, посёлка Зюкайка.

## Население
| 2010 |
| ---- |
| 22   |

## Топографические карты
- Лист карты O-40-62 Верещагино. Масштаб: 1 : 100 000. Издание 1962 г.